# Phyllachora monninae
Phyllachora monninae är en svampart som beskrevs av Syd. & P. Syd. 1904. Phyllachora monninae ingår i släktet Phyllachora och familjen Phyllachoraceae.   Inga underarter finns listade i Catalogue of Life.